# Aappilattoq (Qaasuitsup)
Aappilattoq (Augpilagtoq/Augpilagtok prima della riforma ortografica del 1973) è un villaggio della Groenlandia di 198 abitanti (2005); si trova a 72°53'N 55°36'O, pochi km a nord-est di Upernavik, su un'isoletta della Baia di Baffin. Appartiene al comune di Avanaata; l'attività principale è la pesca degli halibut.